# Sylvie Iskin
Sylvie Iskin, née le 23 septembre 1966 à Dijon et morte le 6 février 2015 en Suisse, est une haltérophile française qui a aussi pratiqué la force athlétique.

## Force athlétique
En force athlétique, elle est sacrée championne du monde en 1990 et 1991, championne d'Europe en 1991 et championne de France en 1990 et en 1991, dans la catégorie des plus de 90 kg.

## Haltérophilie
Sylvie Iskin dispute les compétitions d'haltérophilie dans la catégorie des plus de 75 kg.
Aux Championnats du monde d'haltérophilie, elle est médaillée d'argent à l'arraché en 1992 et médaillée de bronze à l'arraché en 1996. Aux Championnats d'Europe d'haltérophilie, elle est médaillée d'argent à l'arraché en 1991 et en 1996, médaillée d'argent à l'épaulé-jeté en 1996, médaillée de bronze au total en 1991 et médaillée d'argent au total en 1996. Elle est aussi médaillée de bronze aux Jeux méditerranéens de 2001. Au niveau national, elle remporte 11 titres consécutifs de championne de France, de 1991 à 2001.